# Ryukuaster onnae
Ryukuaster
Genre
Espèce
Ryukuaster onnae, unique représentant du genre Ryukuaster, est une espèce d'étoiles de mer de la famille des Goniasteridae.

## Description
C'est une petite étoile de mer plate, aux bras courts et triangulaires. Elle présente une périphérie formée de grosses plaques marginales. Le disque central est aplati et présente une mosaïque de plaques circulaires, bordées de plaques plus petites. Sur la face orale (inférieure), les cinq sillons sont bien marqués.

## Galerie

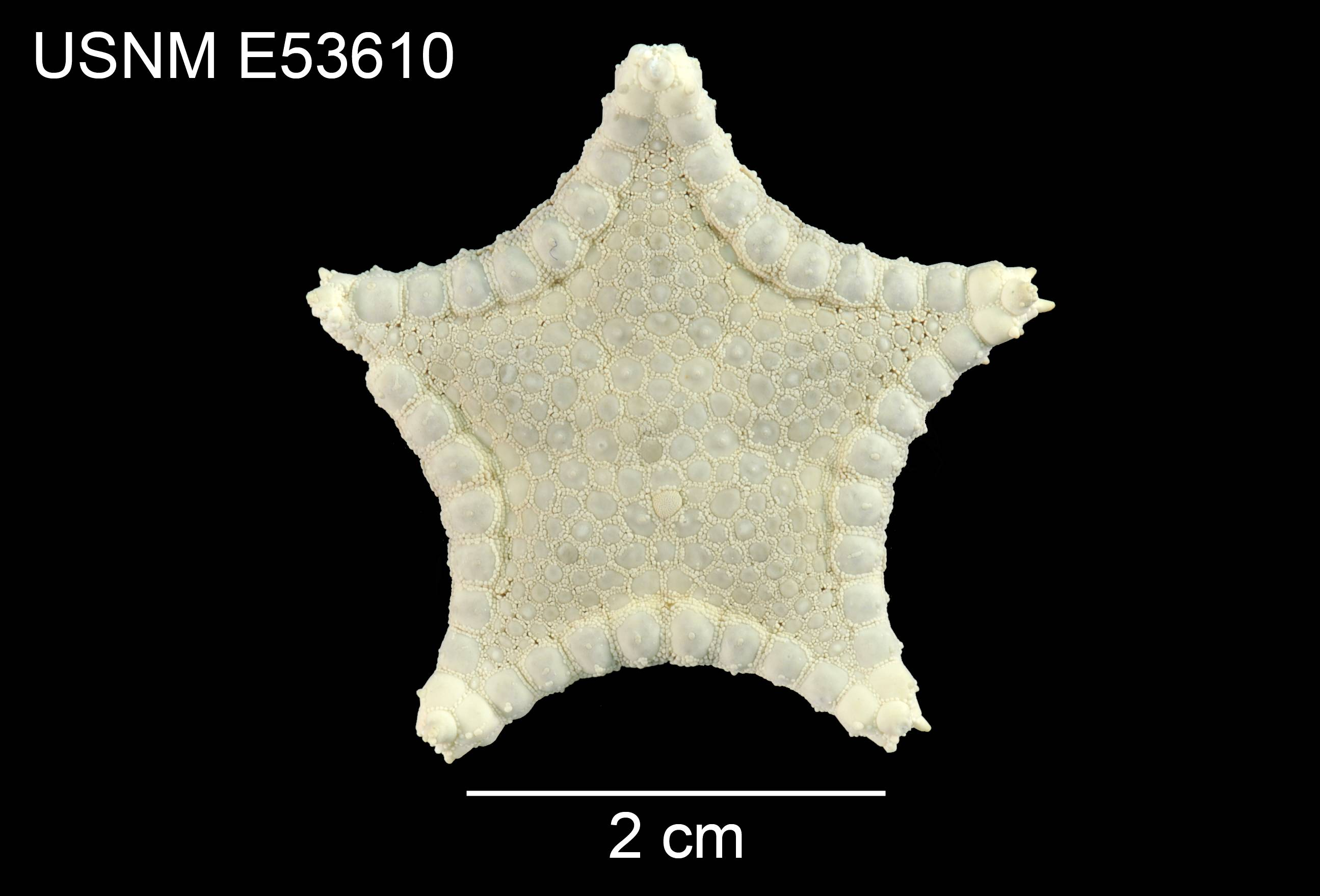
Face aborale.
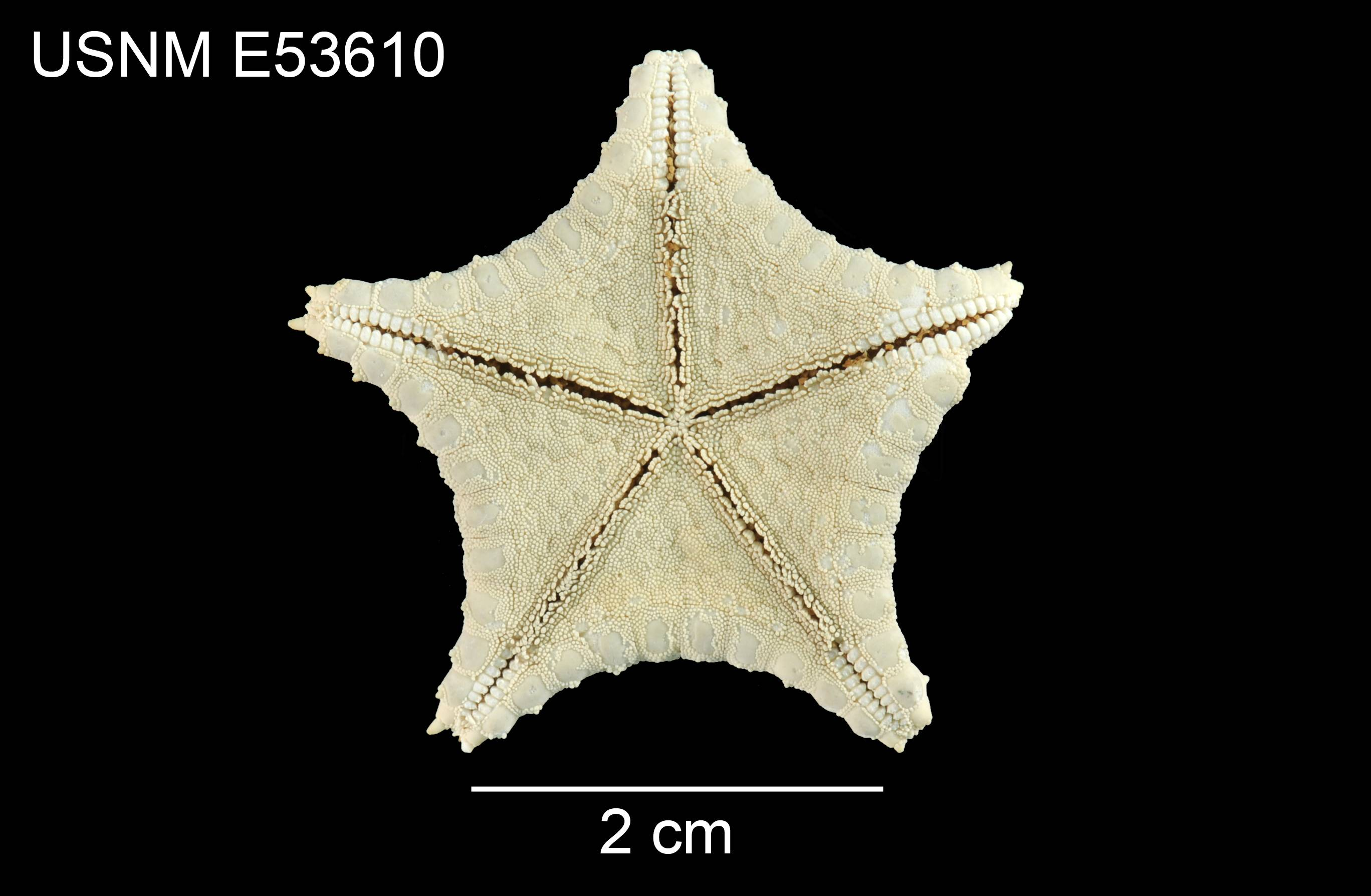
Face orale.